# Sieben Hengste
Sieben Hengste är en bergstopp i Schweiz. Den ligger i distriktet Interlaken-Oberhasli och kantonen Bern, i den centrala delen av landet, 40 km sydost om huvudstaden Bern. Toppen på Sieben Hengste är 1 952 meter över havet, eller 175 meter över den omgivande terrängen. Bredden vid basen är 2,7 km.
Terrängen runt Sieben Hengste är kuperad åt nordväst och bergig åt sydost. Runt Sieben Hengste är det ganska tätbefolkat, med 80 invånare per kvadratkilometer.. Närmaste större samhälle är Thun, 15,1 km väster om Sieben Hengste. 
I omgivningarna runt Sieben Hengste växer i huvudsak blandskog.